# Gabinete das Artes Gráficas (Genebra)
O Gabinete das Artes Grápicas de Genebra, Suíça, tem como origem o Gabinete das estampas  de 1886 quando se descidiu reunir o conjunto de gravuras da Cidade de Genebra. Foi integrado em 1910 com o nome actual ao Museu de Arte e História de Genebra.
É um dos maiores gabinetes fracófonos deste tipo e o mais importante da Suíça. São de especial relevância estampas do século XIX e princípios do século XX.